# Belfays
Belfays település Franciaországban, Doubs megyében. Lakosainak száma 131 fő (2022. január 1.). Belfays Fessevillers, Urtière és Damprichard községekkel határos.

## Népesség
A település népességének változása:
| Lakosok száma | 63   | 78   | 78   | 99   | 131  | 143  | 138  | 137  | 136  | 131  |
|               | 1968 | 1982 | 1990 | 2006 | 2013 | 2015 | 2017 | 2019 | 2020 | 2022 |